# Картер (округ, Оклахома)
Шаблон:StateAbbr_ 34°15′ пн. ш. 97°17′ зх. д. / 34.25° пн. ш. 97.29° зх. д.
Округ  Картер (англ. Carter County) — округ (графство) у штаті  Оклахома, США. Ідентифікатор округу 40019.

## Історія
Округ утворений 1907 року.

## Демографія
За даними перепису 
2000 року 
загальне населення округу становило 45621 осіб, зокрема міського населення було 20539, а сільського — 25082.
Серед мешканців округу чоловіків було 21965, а жінок — 23656. В окрузі було 17992 домогосподарства, 12642 родин, які мешкали в 20577 будинках.
Середній розмір родини становив 2,98.
Віковий розподіл населення поданий у таблиці:
| Стать    | До 15 років | 15-21 | 22-29 | 30-39 | 40-49 | 50-65 | 65-85 | Понад 85 |
| -------- | ----------- | ----- | ----- | ----- | ----- | ----- | ----- | -------- |
| Чоловіки | 5011        | 2148  | 2028  | 2919  | 3452  | 3446  | 2700  | 261      |
| Жінки    | 4809        | 2069  | 2177  | 2990  | 3557  | 3722  | 3592  | 740      |

## Суміжні округи
- Гарвін — північ
- Маррі — північний схід
- Джонстон — схід
- Маршалл — південний схід
- Лав — південь
- Джефферсон — південний захід
- Стівенс — північний захід

## Виноски
1. ↑  U.S. Decennial Census. United States Census Bureau. Архів оригіналу за 12 квітня 2013. Процитовано 18 лютого 2015.
2. ↑  Historical Census Browser. University of Virginia Library. Архів оригіналу за 11 серпня 2012. Процитовано 18 лютого 2015.
3. ↑  Forstall, Richard L., ред. (27 березня 1995). Population of Counties by Decennial Census: 1900 to 1990. United States Census Bureau. Архів оригіналу за 19 лютого 2015. Процитовано 18 лютого 2015.
4. ↑  Census 2000 PHC-T-4. Ranking Tables for Counties: 1990 and 2000 (PDF). United States Census Bureau. 2 квітня 2001. Архів оригіналу (PDF) за 18 грудня 2014. Процитовано 18 лютого 2015.
5. ↑  State & County QuickFacts. United States Census Bureau. Архів оригіналу за 8 липня 2011. Процитовано 8 листопада 2013.(англ.) Наведено за англійською вікіпедією.
6. ↑  American FactFinder. Бюро перепису населення США. Архів оригіналу за 29 липня 2011. Процитовано 31 січня 2008.

| США | Це незавершена стаття з географії США. Ви можете допомогти проєкту, виправивши або дописавши її. |